# عبد القادر بوعامر
عبد القادر بوعامر (من مواليد 25 يوليو 1983) هو لاعب جودو بارالمبي جزائري. مثل الجزائر في الألعاب البارالمبية الصيفية 2024.

## الجوائز
مثل بوعامر الجزائر في دورة الألعاب البارالمبية الصيفية 2024 وفاز بالميدالية الذهبية في الجيدو صنف 60 كلغ J1.